# Arrawarra Headland
Arrawarra Headland ist ein Vorort von Coffs Harbour in New South Wales, Australien.

## Geografie
Arrawarra Headland grenzt im Norden an Arrawarra, im Süden an Mullaway und im Westen an den Staatsforst Wedding Bells. Im Osten liegt der Pazifik.
Arrawarra Headland liegt in der Garby Nature Reserve, das mehr als die Hälfte des Gebietes ausmacht.

### Strand
Der Arrawarra Headland genannte Vorort hat zwei Buchten, die 800 und 650 Meter lang sind. Ein kleiner Teil der kleineren Bucht gehört zum angrenzenden Vorort Mullaway. Zwischen den Buchten ragt die steinige Landzunge in den Pazifischen Ozean, die ebenfalls Arrawarra Headland genannt wird.

## Geschichte
Über Jahrtausende haben die Aborigines in Arrawarra Headland sich versammelt und gefischt.